# BNS Shaheed Ruhul Amin (A511)
Le BNS Shaheed Ruhul Amin  est un navire-école de la marine du Bangladesh opérant depuis 1993.

## Historique
Il a été construit à Aberdeen en Écosse et a servi comme navire de patrouille de classe Island pour la Royal Navy en tant que HMS Jersey (P295) de 1977 à 1993.
Dans le cadre du Fishery Protection Squadron (en), avec ses navires sœurs, a patrouillé les eaux autour du Royaume-Uni (parfois aussi Gibraltar) pour protéger les zones de pêche britanniques, ainsi que pour protéger les plates-formes pétrolières et gazières. En 1993, elle a été impliquée dans l'incident de Cherbourg, lorsqu'il a capturé le chalutier français La Calypso dans les eaux des îles Anglo-Normandes le 2 avril 1993.
Il a été désarmé et vendu par la suite au Bangladesh en 1993, entrant dans sa marine en tant que navire-école BNS Shaheed Ruhul Amin pour la formation des marins et officiers de la marine bangladaise.